# 黎明浪漫Party
黎明浪漫Party 是香港歌手黎明的個人演唱會，演唱會於1991年12月23日至26日、12月31日及1992年1月2日在海城大酒樓夜總會宴會廳舉行，共演出6場。

## 背景
1991年，黎明先後於大專會堂及香港文化中心舉行個人演唱會，演唱會屬小型性質，門票由主辦單位免費分發給觀眾，觀眾人數約一千多至二千多人。同年12月底至1992年1月初，黎明在海城大酒樓夜總會舉行合共6場演唱會，名為《黎明浪漫Party》，這是黎明首次以收費形式舉行的演唱會，也是黎明首次於聖誕節期間在香港登台演出。

## 製作
《黎明浪漫Party》以聖誕節派對為主題，演唱地點位於九龍尖沙咀梳士巴利道新世界中心商場2樓的海城大酒樓夜總會，該處是1990年代香港的熱門表演場地之一，設有表演大舞台及音響、燈光等設備，可容納數千名觀眾。演唱會於1991年12月23日至26日、12月31日及1992年1月2日晚上7時至凌晨1時舉行，由香港女子音樂組合Face To Face擔任特別嘉賓，觀眾須付費入場，場次及收費形式如下：
| 場次 | 舉行日期（星期）     | 演出時間         |
| ---- | -------------------- | ---------------- |
| 1    | 1991年12月23日（一） | 晚上7時至凌晨1時 |
| 2    | 1991年12月24日（二） | 晚上7時至凌晨1時 |
| 3    | 1991年12月25日（三） | 晚上7時至凌晨1時 |
| 4    | 1991年12月26日（四） | 晚上7時至凌晨1時 |
| 5    | 1991年12月31日（二） | 晚上7時至凌晨1時 |
| 6    | 1992年1月2日（三）   | 晚上7時至凌晨1時 |

| 入場形式          | 收費          | 備註                                   |
| ----------------- | ------------- | -------------------------------------- |
| 套餐（2人起）     | 每人港幣400元 | 收費已包括晚宴、入場費及加一服務費     |
| 九時半後入場      | 每人港幣280元 | 收費已包括一杯飲品、入場費及加一服務費 |
| 豪華席（12人）    | 每席港幣9千元 | 收費已包括晚宴、入場費及加一服務費     |
| 貴賓餐券（2人起） | 每人港幣600元 | 收費已包括晚宴、入場費及加一服務費     |

## 反響
《黎明浪漫Party》每檯酒席的最高收費為港幣9000元，所有現場觀眾均可獲得贊助商送出的聖誕禮物，有觀眾為了近距離接近黎明，買通了新世界中心的保安員，為歌手而設的秘密通道因此而被識破。黎明認為自己此次登台演唱的表現有進步，面對觀眾時感到很自然，他表示都市人的生活壓力大，期望藉着這個演唱活動，使觀眾感到開心及放鬆心情。